# Německá východní kolonizace

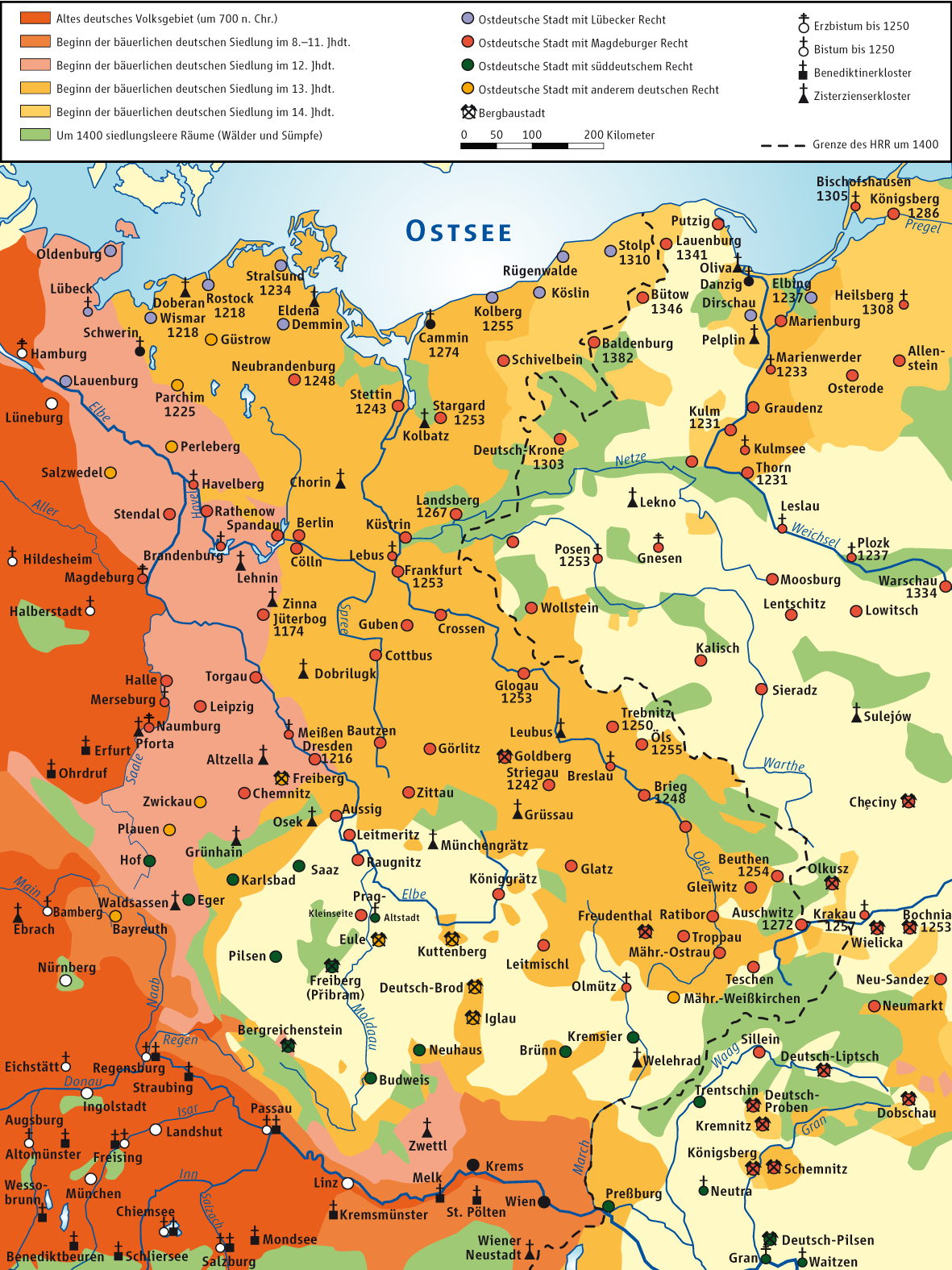
Německá východní kolonizace v 8. až 14. století

Německá východní kolonizace (německy Ostsiedlung či Ostkolonisation) byla středověká německá kolonizace střední a východní Evropy probíhající převážně v 9. až 14. století. Probíhala z relativně přelidněných oblastí převážně západní Evropy, resp. Svaté říše římské (dnešní Německo, Rakousko, Nizozemsko, Belgie, východní Francie, severní Itálie či Švýcarsko) a umožnila tak zúrodnit relativně pusté oblasti. Při této kolonizaci byly, někdy i násilím germanizovány a asimilovány kmeny polabských a některých pobaltských Slovanů.
Kolonizace zasáhla obrovské území, táhnoucí se od území Estonska na severu až do Slovinska na jihu, na jihovýchodě až do Sedmihradska (Burzenland). Na některých územích Ostsiedlung proběhl jako důsledek teritoriální expanze Svaté říše římské, resp. řádu německých rytířů.